# De Tierra (DVD)
De Tierra es el primer DVD realizado por la banda de rock peruana Mar de Copas. Fue realizado en el año 2005 luego de la filmación de 2 conciertos en el Centro Cultural Peruano Japonés de Jesús María, Lima. La etiqueta del DVD está bajo la disquera MDC Producciones.

## Historia
Fue grabado durante la presentación acústica de la banda en el Teatro del Centro Cultural Peruano Japonés. Contiene todos los videoclips del grupo: "Mujer noche", "Enloqueciendo", "Suna" y "El rumbo del mar". Además 1 hora con material extra con extractos del concierto acústico del año 2001 en el Centro Cultural de la PUCP, el primer concierto de la banda en el Phatom Café en 1993 (un fragmento), videoclips de proyectos pasados de los integrantes de Mar de Copas (Los Inocentes, La Banda Azul, Narcosis, Miki González) y videos de presentaciones de Mar de Copas en entrevistas en TV y tocando en vivo. El DVD, titulado "De Tierra", fue editado con un efecto cine-look hecho así por el mismo Manolo Barrios. El producto final ha sido raro, pero a propósito, distinto, lo cual caracteriza a Mar de Copas. Además guarda cierto nivel de oscuridad simulando al cine antiguo.

## Lista de canciones
1. Ni por un segundo
2. Popurrí
3. Sobre las vías del tren
4. Ni para rogar un beso
5. Esos días
6. Momentos en ti
7. Serenata
8. Una historia más
9. Despedida
10. Tras esa puerta
11. Algo así como el amor está en el aire
12. Suna
13. Viajo en tu piel
14. Canción
15. Ramera
16. Perdido
17. Ramera (demo)